# Inge Höger
Inge Höger, née le 29 octobre 1950 à Diepholz, en Basse-Saxe, est une femme politique allemande, députée au Parlement allemand dans la fraction du parti Die Linke (parti de la gauche radicale).
Elle est depuis 2005 membre du Parlement sur les listes Die Linke de Rhénanie-du-Nord-Westphalie.
Elle défend des positions anti-nucléaires, antimilitaristes, et anticapitalistes, en d'autres termes le passage aux énergies renouvelables dans le domaine énergétique, la non-ingérence et la résolution civile des conflits en matière internationale, ainsi que le maintien d’un système social solidaire et du service public. Elle participe enfin à des actions féministes.

## Biographie
Inge Höger a fait des études de commerce à Rahden (Rhénanie-du-Nord-Westphalie), a suivi une formation en logistique de transport de 1967 à 1969 puis fut diplômée de l’université d’économie de Brême en gestion d’entreprise en 1973.
Par la suite, elle fut chargée de la comptabilité de plusieurs entreprises. De 1996 à 2006 elle fut déléguée du personnel chez AOK, une des onze caisses d’assurance maladies indépendantes d’Allemagne, puis, de 2000 à 2005, membre de la commission tarifaire nationale. Enfin entre 2005 et 2009 elle fut présidente suppléante du comité d'entreprise d’AOK dans son ensemble,.
Membre du syndicat ver.di (association des syndicats des prestataires de service) depuis sa création en 1997, elle y est membre du comité consacré à la sécurité sociale et présidente suppléante du groupe de travail sur l’assurance maladie. De 1993 aux élections du Bundestag de 2005, elle est présidente de la commission féminine régionale de la DGB, la confédération des syndicats allemands. 

### Parcours politique
Elle fut un des membres fondateurs du parti WASG, « Alternative électorale - Travail et Justice sociale ». En juin 2005 elle rejoignit également le parti PDS (Parti du Socialisme Démocratique). À la fusion des deux partis en 2007, Höger devint donc membre de Die Linke et porte-parole pour la section de Herford.
Inge Höger est depuis 2005 membre du parlement fédéral allemand (le Bundestag) sur la liste Rhénanie-du-Nord-Westphalie du parti Die Linke.
En tant que députée de la 18e législature du Bundestag, elle fait partie des commissions suivantes :
- Sous-commission « Désarmement, contrôle des exportations et non-prolifération ». Elle est également porte-parole pour la politique de désarmement de la fraction[5].
- Commission « Droits de l’Homme et aide humanitaire » en tant que membre régulière.
- Commission de défense, en tant que membre suppléante.
- Commission de santé, en tant que membre suppléante.

Elle est par ailleurs membre régulière de l’assemblée parlementaire de l’OSCE, qui a pour but de faciliter le dialogue entre les 56 parlements des pays membres de l’organisation.
Elle fut membre régulière de la commission de défense de 2006 à 2013, notamment chargée des opérations dans les Balkans (Opérations des armées EUFOR Althea, Kosovo Force) et en Méditerranée. Elle faisait également partie de la commission d’enquête à propos de l’enfermement de Murat Kurnaz à Guantanamo, puis sur le bombardement de Kondôz (Afghanistan).

### Prises de position
Inge Höger défend des positions pacifistes et donc antimilitaristes. 
Le 9 septembre 2011, Höger organisa une « conférence de la conversion » au Bundestag pour établir comment d’anciennes infrastructures militaires pouvaient être réutilisées dans le domaine civil. Des politiques municipaux, des experts en « conversion » de biens fonciers et des représentants de la BIMA (l’Office fédéral de l’immobilier) étaient présents.
En octobre 2011, Höger fut rapporteure de la commission d’enquête sur le bombardement de Kondôz survenu le 4 septembre 2009 au nord-est de l’Afghanistan. Le colonel ayant commandé l’attaque affirmait que la mission avait pour objectif de protéger la province d’une attaque, et que la présence de civils sur les lieux n’avait pas été avérée. Les conclusions de la commission d’enquête semblent lui donner tort sur ces deux points : aucun danger imminent ne menaçait le lieu et la présence de civils était connue.
Elle a participé à la manifestation de protestation contre le sommet de l’OTAN à Chicago les 20 et 21 mai 2012. Le mot d’ordre de la manifestation était de dénoncer le prolongement des opérations en Afghanistan et la mise en place d’un bouclier anti-missile dans la région, vu comme de l’impérialisme militaire occidental.
Une telle manifestation a été de nouveau organisée le week-end du 6 au 8 février 2015 à Munich lors de la 51e conférence de l’OTAN sur la sécurité. Des membres du groupe parlementaire Die Linke, dont Höger, y ont participé. La protestation se portait ici sur le refus de livraison d’armes à l’est de l’Ukraine.

Le 26 novembre 2012 devait avoir lieu à Helsinki une conférence entre chefs d’États sur la constitution d’une zone sans armes nucléaires au Proche Orient, qui a finalement été annulée. Des organisations de la société civile et des activistes pacifistes se sont tout de même réunis du 14 au 16 décembre 2012 pour débattre de la question. Inge Höger y a prononcé un discours où elle exprimait son espoir que « cette conférence envoie un signal pour la reprise de la conférence des gouvernements ».
En juin 2014 elle s’est opposée au niveau parlementaire à la poursuite de l’opération KFOR (Kosovo Force) dans les Balkans, armée multinationale commandée par l’OTAN et mise en place d'après mandat du Conseil de Sécurité de l’ONU. Lors d’un discours au Parlement, elle critiqua l’opération du gouvernement allemand comme un moyen de continuer la privatisation du Kosovo au service de l’UE. Et de rappeler que cette opération n’aide en rien à la résolution des problèmes sociaux que rencontre le Kosovo : 40 % de la population vit dans la pauvreté, la moitié est au chômage, les tensions entre Serbes et Albanais se renforcent ainsi que les discriminations envers les Juifs et les Roms.

### Les controverses sur le conflit israélo-palestinien
Fin mai 2010, Höger était à bord d’un convoi humanitaire pour la bande de Gaza avec Annette Groth (en), porte-parole de Die Linke pour les droits de l’Homme, et Norman Paech (de), ancien porte-parole de Die Linke pour les affaires étrangères, pour condamner l’intervention jugée illégale des Israéliens. Le convoi se composait de plusieurs navires. Alors que l’armée israélienne avait sommé l’arrêt, le bateau Mavi Marmara, navire turc sur lequel se trouvait Höger, Groth, Paech et une centaine d’autres passagers, ignora l’ordre. Le but était en effet de briser le blocus. Les soldats israéliens donnèrent alors l’assaut contre le navire, tuant neuf personnes. Inge Höger s’est par la suite indignée de cette attaque, les passagers du bateau n’étant pas armés : « Les personnes à bord ne s'attendaient pas à autant de violence et de brutalité de la part du commando ».
La coprésidente du parti Gesine Lötzsch lui apporta son soutien en déclarant qu’elle était « fière que Die Linke ait participé à l’action de la flottille Free-Gaza », comme le rappelle Paech.
Ces événements provoquèrent de vives tensions au sein du parti Die Linke, et Höger fut fortement accusée d’antisémitisme, de nombreux passagers du Mavi Marmara étant considérés comme favorables au Hamas. 
L’année suivante, en juin 2011, un texte fut proposé par le chef de la fraction parlementaire, Gregor Gysi, qui déclarait : « les députés de la fraction Die Linke s’attaqueront à l’avenir à toutes les formes d’antisémitisme ». Deux formes d’actions ont été bannies en particulier : la revendication d’un État unique pour la Palestine et Israël et la participation aux appels à boycotter les produits israéliens. 
Il était également écrit qu’aucun député de Die Linke ne devait participer à la prochaine excursion de la flottille Free Gaza. Beaucoup de députés se sont abstenus lors du vote (Höger était absente), si bien que le texte a finalement été adopté mais reste controversé. Le débat a en effet été considéré comme mal engagé, Gysi lui-même ayant déclaré quelques semaines auparavant, que les critiques envers la politique d’Israël n’étaient pas nécessairement antisémites.
Le 10 novembre 2014 fut organisée une discussion au Bundestag (sans se revendiquer d’aucune fraction) autour de Gaza et de la dernière attaque israélienne de l’été 2014 et les conditions de vie de ses habitants. Les deux journalistes Max Blumenthal, américain de confession juive, et David Sheen, canadien également de confession juive vivant aujourd’hui en Israël, furent invités comme intervenants par les députées Inge Höger et Annette Groth. 
Cette discussion devait également avoir lieu le 9 novembre dans un cadre public, au théâtre de la Volksbühne, mais plusieurs députés adressèrent une lettre au théâtre qui annula l’évènement. La discussion se déroula finalement dans un café des environs.
Les deux journalistes y présentèrent les conclusions du Tribunal Russel, un tribunal constitué de personnalités civiles ainsi que de personnalités politiques diverses (Stéphane Hessel, Max Blumenthal, Aminata Traoré, John Dugard, Miguel Angel Estrella…). Il n’a aucun statut juridique reconnu et se revendique lui-même comme Tribunal des consciences. Lors de la session du Tribunal Russell à Bruxelles furent donc condamnées de manière informelle (mais en s’appuyant sur les textes du droit international) les violations du droit international par Israël : violation du droit d’autodétermination des Palestiniens par la construction du mur en territoires palestiniens occupés, violations des résolutions de l’ONU qui exige qu’Israël se retire des territoires occupés, violation du droit international humanitaire qui interdit les peines collectives contre toute une population, etc..
David Sheen relata ensuite des faits de racisme anti-arabes et anti-africains auxquels il dit avoir assisté en Israël (photos à l’appui).
À la fin de cette conférence, Blumenthal et Sheen insistèrent pour rencontrer Gregor Gysi, le chef de la fraction Die Linke au Parlement. Ce dernier s’était en effet opposé à la tenue de la discussion au sein du Bundestag. Il refusa de rencontrer les deux journalistes. Lorsqu’il sortit de son bureau, refusant de parler, il fut suivi jusqu’à la porte des toilettes.
Une vidéo de l’incident fut publiée sur Internet. S’ensuivit une forte polémique au sein du parti Die Linke. Un appel « Vous ne parlez pas en notre nom » fut lancé de la part de députés pour se désolidariser publiquement de la position adoptée par Höger et Groth. Les signataires y accusent les deux femmes politiques de mener une campagne de diabolisation d’Israël, de relativisation de l’Holocauste et de la participation allemande à l’extermination de millions de Juifs européens. Le texte finit par un appel à leur démission. Le choix de la date leur est également reproché (le 9 novembre représente la commémoration de la Nuit de Cristal de 1938).
De leur côté, Höger, Groth et Hänsel (une autre députée présente à la discussion) publièrent leurs excuses à Gregor Gysi. Elles s’indignèrent tout de même, dans un autre texte, du fait que deux journalistes juifs qui s’engagent pour l’égalité de tous sans distinction de religion ni d’ethnie soient dénoncés comme antisémites.
Sahra Wagenknecht, présidente suppléante du groupe parlementaire, à l’aile gauche du parti, critiqua pour sa part l’appel des députés et rappela que Gysi avait d’ores et déjà accepté les excuses des députées. Elle déclara en effet : « Garder de la rancune par rapport à cette affaire, il ne s’agit plus de la poursuite de Gysi, mais d’une occasion bienvenue de régler des comptes avec trois membres à gauche de la fraction ».
Ses positions quant au conflit israélo-palestinien sont très controversées, à tel point que le centre Simon-Wiesenthal l’a estimé anti-israélienne extrême dans son « Top 10 » de 2014 des cas antisémites et anti-israéliens, l’accusant d’attiser la haine contre Israël. Elle et Groth sont placées 4e, derrière un médecin belge qui refusa de soigner une vieille femme juive, un parlementaire jordanien qui exprima ses condoléances envers deux terroristes qui avaient perpétré un massacre dans une synagogue à Jérusalem, et le cambriolage d’une famille juive à Créteil qui se conclut par le viol de la fille.
En 2010, Inge Höger participa à une action de « désobéissance civile » en empêchant le départ d’un train Castor, qui transportait des déchets nucléaires. 1 800 personnes environ ont participé à cette action, qui consistait à enlever les graviers sous les rails, de nombreux manifestants se sont également allongé dessus… Donc de bloquer par tous les moyens pacifiques l'itinéraire du train. 
Inge Höger a vu en 2012 son immunité parlementaire momentanément levée pour avoir mené cette action, tout comme trois autres parlementaires de Die Linke (Dr Diether Dehm, Jan Van Aken et Sevim Dagdelen).
Elle fut condamnée en même temps que Sevim Dağdelen à une amende de 4 500 € en avril 2013.